# Isola Rossa (Teulada)
L'Isola Rossa è un'isola del canale di Sardegna situata a ridosso della costa meridionale della Sardegna. Appartiene amministrativamente al comune di Teulada. È costituita da rocce granitiche. Sull'isola sono ancora presenti dei muri perimetrali appartenenti ad uno stabilimento o magazzino per la lavorazione del tonno  risalente ai primi del novecento.

## Ambiente

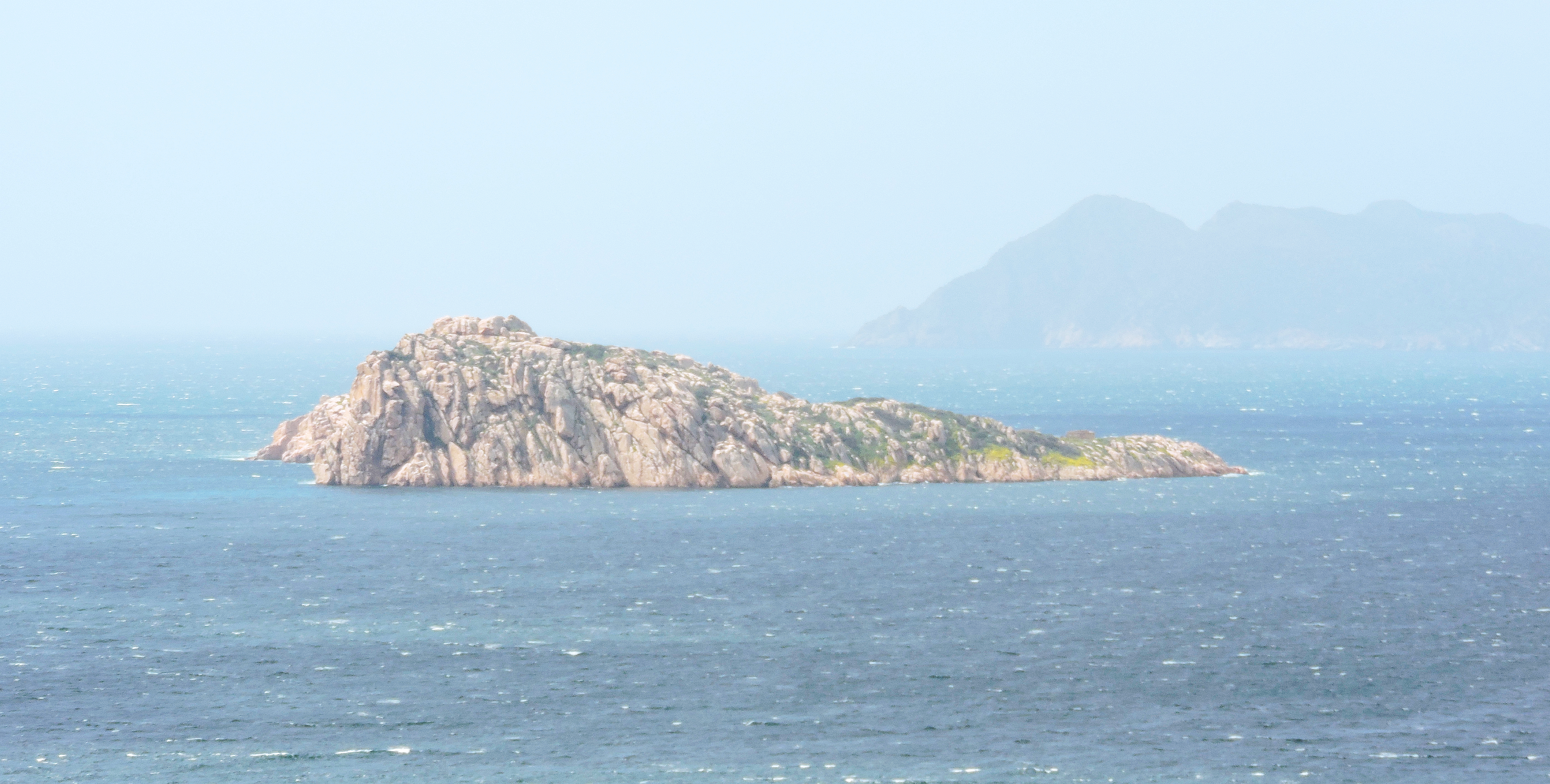
L'isola con Capo Teulada sullo sfondo

Sull'isola esistono colonie nidificanti di Ichthyaetus audouinii (gabbiano corso) e di Calonectris diomedea (berta maggiore). Anche per questo è stata inclusa nel SIC denominato Isola Rossa e Capo Teulada (codice ITB040024).